# Bressolles, Allier
Bressolles är en kommun i departementet Allier i regionen Auvergne-Rhône-Alpes i de centrala delarna av Frankrike. Kommunen ligger  i kantonen Moulins-Sud som ligger i arrondissementet Moulins. År 2022 hade Bressolles 1 141 invånare.

## Befolkningsutveckling
Antalet invånare i kommunen Bressolles
Referens: INSEE